# Brassica rapa
Brassica rapa és una espècie de planta de la família de les brassicàcies.

## Característiques
El nap salvatge, la varietat més comuna de Brassica rapa té diverses subespécies, la més coneguda de les quals és probablement el nap, d'arrel molt engruixida.
Algunes varietats d'aquesta planta s'utilitzen per fer experiments car creixen ràpidament i requereixen poca cura, a part de quantitats adequades de llum, aigua i fertilitzant. Entre altres usos experimentals s'han enviat algunes plantetes a l'espai per fer experiments de germinació.

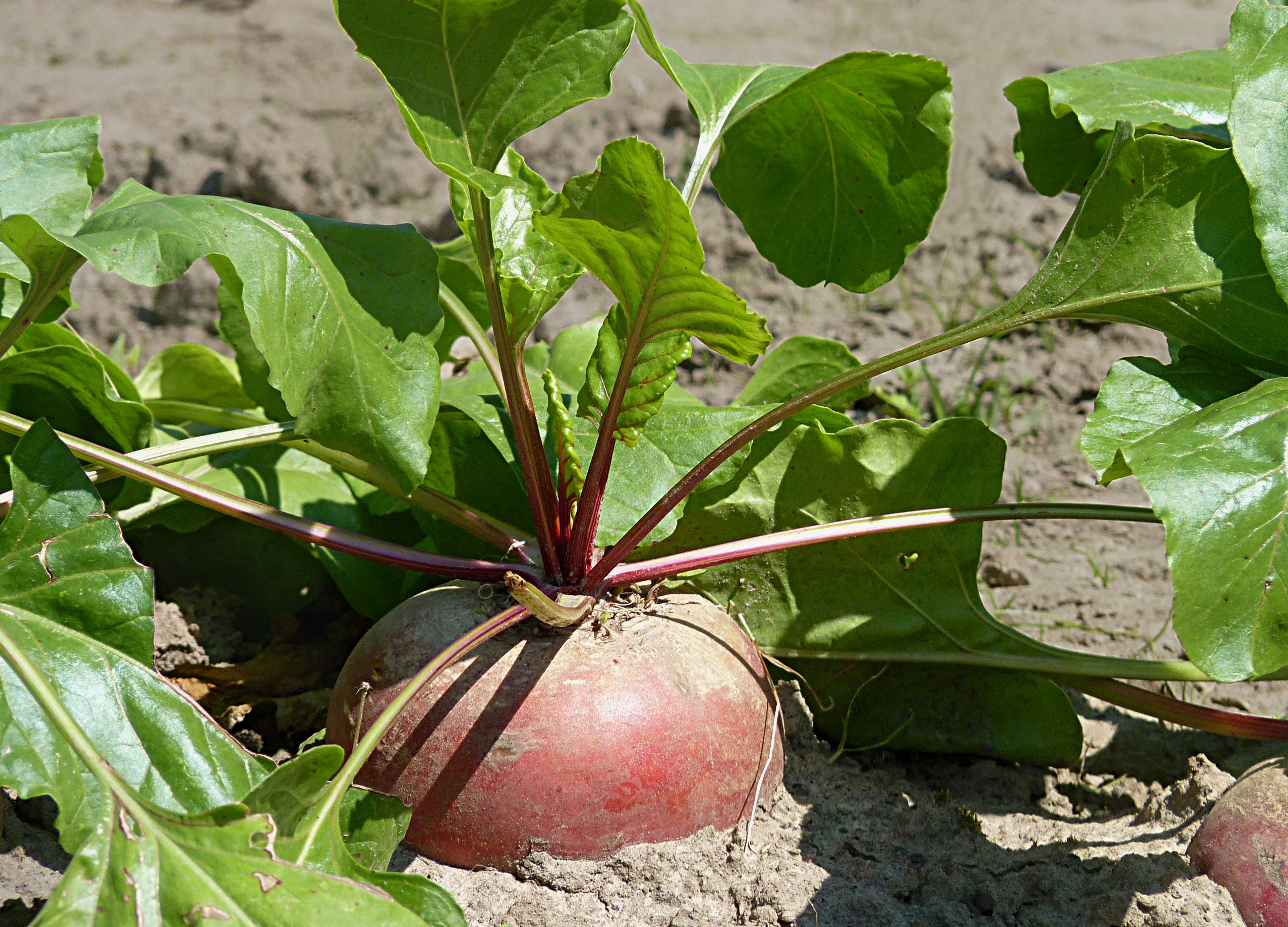

## Subespècies
Les subespècies més cèlebres són:
- Brassica rapa L. subsp. rapa, nap, nap de bou o napicol
- Brassica rapa L. subsp. oleifera, nabina o mostassa de Menorca
- Brassica rapa L. subsp. campestris, nap-i-col
- Brassica rapa L. subsp. chinensis, bleda xinesa o bok choy
- Brassica rapa L. subsp. nipposinica, mizuna
- Brassica rapa L. subsp. pekinensis, col xinesa o pe-tsaï
- Brassica rapa L. grup Ruvo, grelos (o en italià rapini o friarielli)

## Dita
El nap per Sant Jaume ha d'ésser nat